# 类短肋黄耆
类短肋黄耆（学名：Astragalus pseudobrachytropis）是豆科黄芪属的植物。分布在俄罗斯以及中国大陆的新疆等地，生长于海拔2,400米至3,200米的地区，常生于山坡草地和灌丛中，目前尚未由人工引种栽培。